# Марк Бовден
Марк Роберт Бовден (англ. Mark Robert Bowden) — американський журналіст, письменник, історик, сценарист, національний кореспондент The Atlantic. Став відомим завдяки книзі «Падіння „Чорного яструба“: історія сучасної війни» («Black Hawk Down: A Story of Modern War»), яку видав у 1999 році. У книзі описуються події військової спецоперації армії США у 1993 році в Могадішо, столиці Сомалі. На основі матеріалу книги було створено однойменний фільм, що отримав два «Оскари».
Також славу автору принесла книга «Вбивство Пабло: Полювання на найбільшого у світі розбійника» («Killing Pablo: The Hunt for the World's Greatest Outlaw»), яку вийшла у 2001 році. У книзі розповідається про зусилля спрямовані на боротьбу з колумбійським наркобароном Пабло Ескобаром.

## Раннє життя
Марк народився в 1951 році в Сент-Луїсі, штат Міссурі; Бовден — випускник Університету Лойоли в Меріленді 1973 року. Під час навчання в коледжі, його надихнула розпочати кар'єру журналіста книжка Тома Вулфа «The Electric Kool-Aid Acid Test».

## Кар'єра
З 1979 по 2003 рік Бовден був штатним автором у The Philadelphia Inquirer. У цій ролі він досліджував і написав «Падіння чорного яструба» та «Вбивство Пабло», обидва з яких з'являлися у вигляді серій публікацій у газеті, перш ніж були опубліковані у вигляді книг. До цього він опублікував дві книги «Доктор Дилер» і «Принесення тепла», обидві з яких були засновані на репортажах, які він спочатку зробив для газети. З тих пір він опублікував дев'ять інших книг. У 1997 році Бовден написав інтерв'ю Дональда Трампа для Playboy.
Бовден є автором для The Atlantic, а також дописував для Vanity Fair, The New Yorker, Men's Journal, Sports Illustrated, Air Mail, Insider і Rolling Stone.
Він викладав журналістику та творче письмо в Університеті Лойоли, штат Меріленд.